# Too Bad
Singles de Nickelback
How You Remind Me
(2001) Never Again
(2002)
Too Bad est le septième single du groupe Nickelback et le second de l'album Silver Side Up sorti en 2002.

## Liste des chansons
| 1.    | Too Bad            | 3:53 |
| 2.    | How You Remind Me  | 4:15 |
| 3.    | Learn the Hard Way | 2:55 |
| 11:03 |                    |      |

## Interprètes
- Chad Kroeger : chant, guitare
- Ryan Peake : guitare rythmique, chœurs
- Mike Kroeger : basse
- Ryan Vikedal : batterie

## Classements
| Classement (2002)                       | Meilleure position |
| --------------------------------------- | ------------------ |
| Allemagne (Media Control AG)            | 41                 |
| Autriche (Ö3 Austria Top 40)            | 26                 |
| Belgique (Flandre Ultratop 50 Singles)  | 23                 |
| Belgique (Wallonie Ultratop 50 Singles) | 39                 |
| États-Unis (Hot 100)                    | 42                 |
| États-Unis (Mainstream Rock)            | 1                  |
| Irlande (IRMA)                          | 6                  |
| Italie (FIMI)                           | 36                 |
| Pays-Bas (Nederlandse Top 40)           | 16                 |
| Pays-Bas (Single Top 100)               | 41                 |
| Royaume-Uni (UK Singles Chart)          | 9                  |
| Royaume-Uni (UK Rock Chart)             | 1                  |
| Suisse (Schweizer Hitparade)            | 48                 |

## Certifications
| Pays              | Certification | Unités certifiées |
| ----------------- | ------------- | ----------------- |
| États-Unis (RIAA) | Or            | 500 000           |